# Absolute Radio 90s
Absolute Radio 90s è un'emittente radiofonica britannica di carattere seminazionale facente parte del gruppo Absolute Radio e di proprietà del gruppo Bauer. Con un palinsesto costituito principalmente da canzoni degli anni '90 del XX secolo,  trasmette nazionalmente via satellite e in streaming online. Dal 29 gennaio 2018 trasmette in tutto il Regno Unito in DAB.
Presentata nel maggio 2010 e lanciata un mese dopo in DAB a Londra, fu disponibile sulla piattaforma multiplex britannica Digital One dal 25 agosto 2010 in modalità di prova per un mese, ma continuò a essere disponibile a livello nazionale dopo la fine di settembre. A seguito dei dati raccolti da ricerche condotte dalla società britannica RAJAR, la stazione radiofonica continuò a operare su Digital One. Nel gennaio 2015 passò nel network della stazione radiofonica Magic. Dal 12 dicembre 2014 aveva cominciato a comparire su vari network britannici, spesso al posto di Kerrang! Radio. 